# Petru Andea
Petru Andea (n. 28 noiembrie 1949, Chelmac, România) este un politician român, fost deputat în legislaturile 2000 - 2004, 2004 - 2008 și 2012 - 2016. 
Înainte de 1989, Petru Andea a fost un cunoscut lider al organizațiilor de studenți comuniști.
În perioada 1975 - 1983 a fost președinte al Uniunii Asociațiilor Studenților Comuniști din România (UASCR) pe Centrul Universitar Timișoara (CUT).
Între anii 1983 și 1987 a fost secretar al Comitetului de partid pe CUT, iar din 1987 până în septembrie 1989 a îndeplinit aceeași funcție pe Politehnică.
În momentul revoluției ieșise din structuri, fiind simplu cadru universitar la Facultatea de Electrotehnică.
După 1989, timp de cinci ani, nu a aderat la un partid.
În 1995 s-a înscris în Partidul Socialist, care a fuzionat în 2000 cu PSDR, iar în 2001 cu PDSR, formând PSD. Petru Andea este profesor universitar emerit la Universitatea Politehnică Timișoara.
 